# Vláda Juhana Partse
Vláda Juhana Partse byla vládou estonské republiky od 10. dubna 2003 do 13. dubna 2005
| Funkce                       | Jméno             | Funkční období        | Strana         |
| ---------------------------- | ----------------- | --------------------- | -------------- |
| Premiér                      | Juhan Parts       | 10.04.2003–13.04.2005 | Res Publica    |
| Ministr školství             | Toivo Maimets     | 10.04.2003–13.04.2005 | Res Publica    |
| Ministr spravedlnosti        | Ken-Marti Vaher   | 10.04.2003–13.04.2005 | Res Publica    |
| Ministr obrany               | Margus Hanson     | 10.04.2003–22.11.2004 | Reformierakond |
| Ministr obrany               | Jaak Jõerüüt      | 22.11.2004–13.04.2005 | Reformierakond |
| Ministr životního prostředí  | Villu Reiljan     | 10.04.2003–13.04.2005 | Rahvaliit      |
| Ministr kultury              | Urmas Paet        | 10.04.2003–13.04.2005 | Reformierakond |
| Ministr hospodářství         | Meelis Atonen     | 10.04.2003–13.09.2004 | Reformierakond |
| Ministr hospodářství         | Andrus Ansip      | 13.09.2004–13.04.2005 | Reformierakond |
| Ministr zemědělství          | Tiit Tammsaar     | 10.04.2003–02.04.2004 | Rahvaliit      |
| Ministryně zemědělství       | Ester Tuiksoo     | 05.04.2004–13.04.2005 | Rahvaliit      |
| Ministr financí              | Tõnis Palts       | 10.04.2003–06.10.2003 | Res Publica    |
| Ministr financí              | Taavi Veskimägi   | 06.10.2003–13.04.2005 | Res Publica    |
| Ministr vnitra               | Margus Leivo      | 10.04.2003–13.04.2005 | Rahvaliit      |
| Ministr sociálních věcí      | Marko Pomerants   | 10.04.2003–13.04.2005 | Res Publica    |
| Ministryně zahraničních věcí | Kristiina Ojuland | 10.04.2003–10.02.2005 | Reformierakond |
| Ministr zahraničních věcí    | Rein Lang         | 21.02.2005–13.04.2005 | Reformierakond |
| Ministr pro regiony          | Jaan Õunapuu      | 10.04.2003–13.04.2005 | Rahvaliit      |
| Ministr pro obyvatelstvo     | Paul-Eerik Rummo  | 10.04.2003–13.04.2005 | Reformierakond |